# Gabrius sphagnicola
Gabrius sphagnicola är en skalbaggsart som först beskrevs av Sjöberg 1950.  Gabrius sphagnicola ingår i släktet Gabrius, och familjen kortvingar. Arten är reproducerande i Sverige.